# Petényi Ilona
Petényi Ilona (Budapest, 1939. március 10. –) Aase-díjas magyar színésznő.

## Élete
A Színház- és Filmművészeti Főiskola  befejezése után, 1961-ben került a szolnoki Szigligeti Színházhoz. 1963-ban a veszprémi Petőfi Színházban, 1964-től a Thália Színházban, 1971-től a Gyermekszínházban játszott. 1974-től a Pécsi Nemzeti Színház, 1981-től a nyíregyházi Móricz Zsigmond Színház állandó társulatának alapító tagja. 1983-tól Szolnokon, Nyíregyházán, Kecskeméten, majd a Jurta Színházban töltött egy-egy évet. 1988 és 1991 között szabadfoglalkozású színművészként dolgozott, ezután veszprémi Petőfi Színház tagja lett. Eleinte naivákat alakított, később karakterszerepeket formált meg.
Férje Holl István színész volt.

## Fontosabb színházi szerepei
A Színházi adattárban regisztrált bemutatóinak száma: 89; ugyanitt tizenhárom színházi felvételen is látható.
| - Irina (Csehov: Három nővér); - Marianne (Molière: Tartuffe); - Mirigy (Vörösmarty Mihály: Csongor és Tünde); - Mrs. Higgins (Bernard Shaw: Pygmalion); - Hollunderné (Molnár Ferenc: Liliom). | - A revizor (bemutató: 2004. április 9., Vígszínház) - Bűn és bűnhődés (bemutató: 2001. április 20., Vígszínház) - Nyaralók (bemutató: 2002. május 24., Vígszínház) - Peer Gynt (bemutató: Forrás Színházi Műhely) - Vízkereszt, vagy amit akartok (bemutató: Móricz Zsigmond Színház) |

## Filmjei
- István király (színes, magyar tévéfilm, 2001)
- Patika (tévésorozat, 1995) Steinerné
- Isten teremtményei (1986)
- Visszaesők (1983)
- Kabala (1982)
- Nem élhetek muzsikaszó nélkül (színes, magyar játékfilm, 1979) Kisvicáné
- A zöldköves gyűrű (1977)
- Két pisztolylövés (tévésorozat, 1977) Szolykáné
- Ha megjön József (1976)
- Az idők kezdetén (1975)
- Vivát, Benyovszky! (filmsorozat, 1975)
- A kenguru (1975)
- Pókháló (1974) Magdi
- Téli sport (tévéfilm, 1974)
- Gúnyos mosoly (fekete-fehér, magyar tévéfilm, 1973)
- Szarvassá vált fiúk (1973) rab asszony
- A gyilkos a házban van (1971) esküvői vendég
- Komisznak lenni életveszélyes (1970)
- Gyula vitéz télen-nyáron (1970) szomszédasszony
- Krebsz, az isten (1969) Ballagóné
- A völgy (1968)
- Az élő Antigoné (tévéfilm, 1968)
- Nyáron egyszerű (1964)
- Májusi fagy (1962) Giza
- A Noszty fiú esete Tóth Marival (fekete-fehér, magyar filmdráma, 1960) Tóth Mari
- Kálvária (1960) Szabó Teri